# Ruine Diepoldsburg
Die Ruine Diepoldsburg ist eine Doppelburg, die aus der Oberen Diepoldsburg und der Unteren Diepoldsburg, auch Burg Rauber genannt, besteht. Sie liegt bei dem Ortsteil Unterlenningen der Gemeinde Lenningen im Landkreis Esslingen in Baden-Württemberg. Die Felsenburg liegt über dem Lautertal auf einem 780 m ü. NN hohen Felsgrat.
Der Name „Rauber“ bezeichnet ausschließlich die Untere Diepoldsburg, deren Entstehung kurz nach der Gründung der Oberen Diepoldsburg anzusetzen ist. Diesen, 1624 erstmals erwähnten Zweitnamen erhielt sie vermutlich wegen ihrer Nutzung als Raubritterburg.

## Geschichte

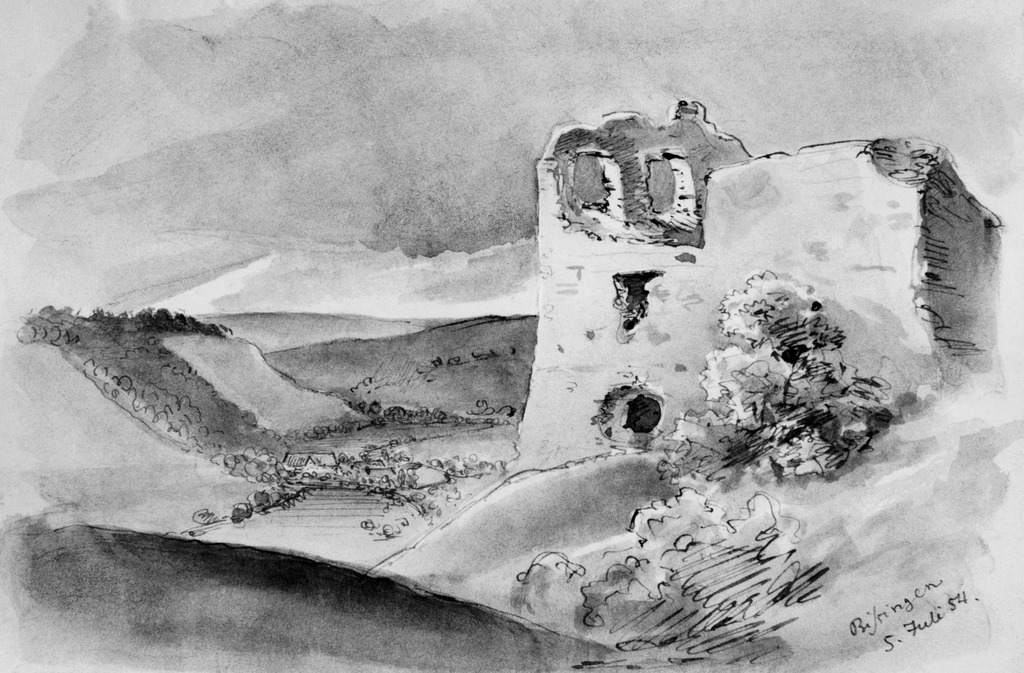
Ruine Rauber – Aquarell von General Eduard von Kallee, 1854

Die Burg soll von den Rittern von Diepholdsburg um 1210 erbaut worden sein, ein „Ulrich de Diepoltsburc“ wird 1215 urkundlich als Besitzer erwähnt.
Ab 1297 befand sich die Burg im Besitz der Herzöge von Teck. Seit 1328 bewohnte Albrecht Graf von Grafeneck als teckescher Pfandherr die Diepoldsburg. Er nannte sich Graf von Diepoldsburg. 1406 gelangte die Burg in den Besitz der Grafen von Württemberg. Berthold und Hans von Schwenzlin erhielten die Herrschaft als Pfand. In diesem Zusammenhang wird auch die Untere Diepoldsburg erstmals erwähnt. 1424 wurde Hans, Truchsess von Bichishausen, zum Pfandinhaber der Burg. Zu seiner Herrschaft gehören außer der Diepoldsburg auch Güter in Zähringen, Grabenstetten, Brucken, Ober- und Unterlenningen, der Hof Berkheim sowie Weingärten in Ober- und Untertürkheim. 1451 übergab Hans die Herrschaft an seinen Sohn Albrecht von Bichishausen, welcher die Burg vermutlich bewohnte. Nach dem Aussterben der Truchsesse von Bichishausen 1510 ging die Burg an die Herren Speth von Sulzburg über und verfiel ab dem 16. Jahrhundert zunehmend.
1964/65 fanden bestandserhaltende Maßnahmen unter Mitwirkung des Landes Baden-Württemberg statt, während derer unter anderem die Umfassungsmauern restauriert wurden.

## Beschreibung
Die obere Diepoldsburg liegt an höchster Stelle eines langen felsigen Grates, wenig abwärts liegt die untere Diepoldsburg, eine 100 m lange und 40 m breite ebene Fläche trennt die beiden Anlagen.

### Obere Diepoldsburg
Die obere Diepoldsburg besitzt eine Gesamtlänge von 165 m und wird durch ein umfangreiches Grabensystem in verschiedene Abschnitte auf unterschiedlichen Ebenen gegliedert. An höchster Stelle des Felsgrates befindet sich die fast viereckige, etwa 38 × 22 m große Kernburg. Diese wird durch steile Flanken natürlich an den Seiten sowie an den Stirnseiten durch tiefe Gräben gesichert. Am bergseitigen Graben befinden sich die Reste einer 22 m langen und 3,5 m dicken Schildmauer, welche eine Höhe von bis zu 4 m aufweist und bis zu einer Höhe von 8 m wiederaufgebaut wurde. Der ehemalige Burgzugang ist an der südwestlichen Seite anzunehmen, er führte vermutlich über einen Graben zum Tor in der Schildmauer. Geländespuren und Kernmauern lassen zudem den Verlauf der Umfassungsmauer und ein Gebäude hinter der Schildmauer erkennen. Gesichert wird die Kernburg zusätzliche durch Vorburgen von denen heute so gut wie nichts mehr vorhanden ist. Die östliche Vorburg diente der Sicherung der Bergseiten, die hintere, westlich gelegene diente der Aufnahme von Wirtschaftsgebäuden.

### Untere Diepoldsburg
Die Untere Diepoldsburg liegt am Ende des felsigen Grates und etwa 45 m unterhalb der Kernburg der oberen Diepoldsburg. Heute führt eine Holzbrücke über den 15 m breiten Halsgraben zu einem Tor. Hierbei handelte es sich ursprünglich um ein großes Mauerloch, welches als Tor interpretiert wurde. Ob es sich bei dem heutigen Tor tatsächlich um das ehemalige Burgtor handelt, ist nicht erwiesen. Möglich wäre ebenfalls ein Zugang von der südwestlichen Grabenseite. Die in großen Teilen erhaltene und der Felskante folgende Ringmauer ist bis zu 7,50 m hoch, die Mauerstärke beträgt 130 cm, an der Nordseite überbrückt sie eine Spalte. Bemerkenswert ist die gerundete Ausführung der Mauerecken. Im Burghof befindet sich eine Zisterne.